# 엘라 간디

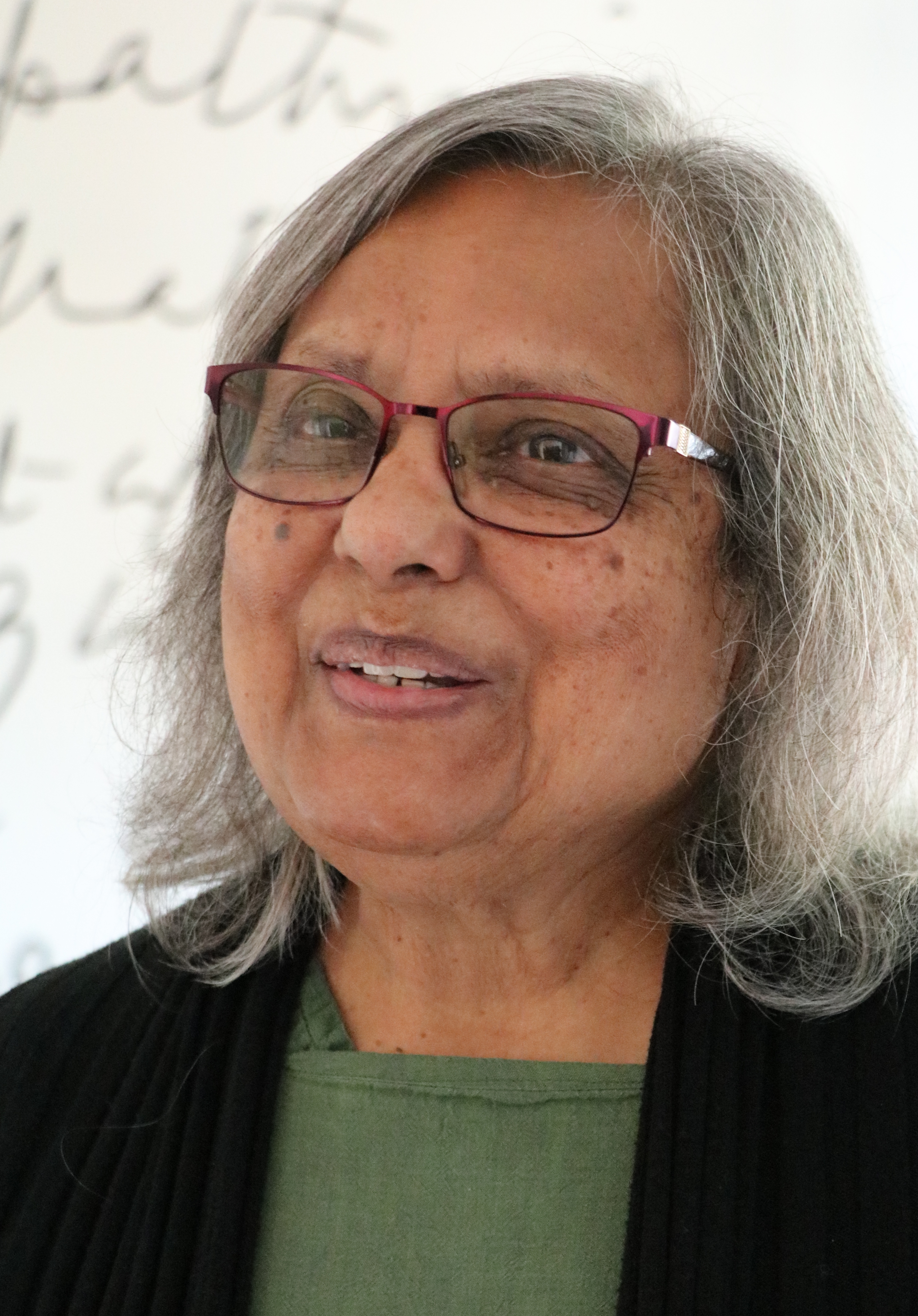

엘라 간디(영어: Ela Gandhi, 1940년 7월 1일 더반 ~ )는 남아프리카 공화국의 정치인, 평화 활동가이다. 인도의 독립 운동 지도자인 마하트마 간디의 손녀이기도 하다.
나탈 대학교(University of Natal) 문학 학사 학위 출신이다. 남아프리카 공화국의 인종 차별 정책인 아파르트헤이트에 반대한 것이 문제가 되어 1975년부터 1990년까지 수감 생활을 했다. 1994년부터 2004년까지 아프리카 민족회의 소속 국민의회(남아프리카 공화국의 의회) 의원을 역임했다. 정계에서 은퇴한 뒤에는 가정폭력 근절 운동을 전개하고 있다.